# Tumupasa harpago
Tumupasa harpago är en insektsart som beskrevs av Rauno E. Linnavuori 1959. Tumupasa harpago ingår i släktet Tumupasa och familjen dvärgstritar. Inga underarter finns listade i Catalogue of Life.